# Neritos discophora
Neritos discophora là một loài bướm đêm thuộc phân họ Arctiinae, họ Erebidae.